# كريستوبال غونزاليس
كريستوبال غونزاليس (بالإسبانية: Cristóbal González)‏ (7 أبريل 1978 بكوديجيو في تشيلي - ) هو مدرب كرة قدم ولاعب كرة قدم تشيلي في مركز الدفاع. لعب مع نادي أوهيجينس ونادي كونسيبسيون ‏ وديبورتيفو نوبلينس ‏ وبويرتو مونت ‏ وديبورتيس كولتشاغوا ونادي كوبريسال.

## وصلات خارجية
- كريستوبال غونزاليس على موقع قاعدة بيانات كرة القدم.إي يو (الإنجليزية)